# Freddy Guzmán
Pour les articles homonymes, voir Guzmán.
Freddy Antonio Guzmán, né le 20 janvier 1981 à Saint-Domingue (République dominicaine), est un ancien joueur dominicain de baseball ayant évolué en Ligue majeure de baseball entre 2004 et 2013.

## Carrière
Guzman joue pour les Padres de San Diego (2004), les Rangers du Texas (2006-2007) et les Yankees de New York (2009). Il fait partie de l'équipe des Yankees championne de la Série mondiale 2009, bien qu'il ne joue pas dans la finale.
En février 2010, Guzman obtient un contrat des ligues mineures des Phillies de Philadelphie.